# Ecnomus lamech
Ecnomus lamech är en nattsländeart som beskrevs av Malicky 1993. Ecnomus lamech ingår i släktet Ecnomus och familjen trattnattsländor. Inga underarter finns listade i Catalogue of Life.